# Jan II Keldermans
Jan II Keldermans conosciuto anche come Jan Van Mansedale (1375 circa – 1445) è stato un architetto belga.

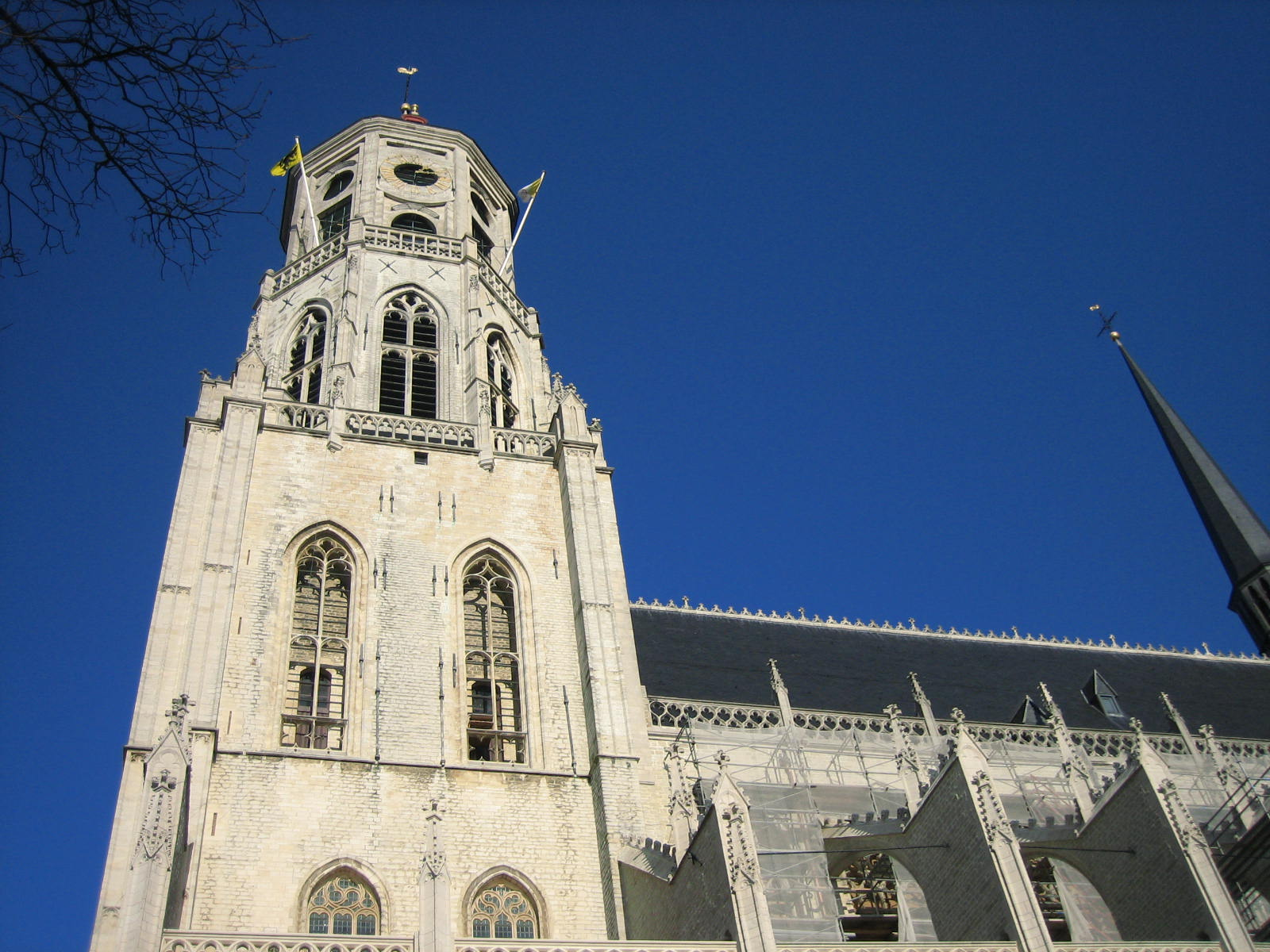

Jan II nacque intorno al 1460 dallo scultore Jan I, capostipite della famiglia Keldermans .

Nel 1424 eresse la Chiesa di San Gommaro a Lier; nel 1427 divenne architetto della città di Malines dove progettò la torre della Cattedrale di San Rombaldo .

Nel 1439 diventò architetto della città di Lovanio, dove lavorò per la Collegiata di San Pietro e per il Municipio.
| Controllo di autorità | VIAF (EN) 96580345 · ULAN (EN) 500121892 |